# نادي ميدياما
نادي ميدياما هو أحد أندية الدوري الغاني
تأسس عام 2002.